# Morro fregit
El morro fregit és una tapa, aperitiu, o acompanyament consistent en la carn del morro d'un porc fregida i servida amb sal. A diferència de la cotna o torrezno castellà, el morro queda blanet després de ser fregit.